# Chama sarda
Chama sarda ist eine Muschel-Art aus der Familie der Hufmuscheln (Chamidae).

## Merkmale
Die ungleichklappigen, stark aufgeblähten Gehäuse werden nur bis 38 mm groß. Sie sind höher als lang (ein Exemplar: Länge 27 mm, Höhe 30 mm, Dicke 23 mm). Die linke Klappe ist groß und tief und ist an das Substrat anzementiert. Die rechte Klappe ist kleiner, flacher und fungiert als Deckel. Sie sind auch ungleichseitig, die Wirbel sitzen etwas vor der Mittellinie zum Vorderende hin, und sind spiralig eingerollt. Die Gehäuse sind im Umriss unregelmäßig oval.
Das Ligament ist als kurzes, dünnes, braunes Band ausgebildet. Im Schloss ist in der linken Klappe nur ein länglicher Hauptzahn vorhanden, dahinter eine Grube. In der rechten Klappe ist zuerst eine Grube, dann ein Hauptzahn entwickelt. Die Zähne sind relativ stumpf. Die Mantellinie ist ganzrandig. Der vordere Schließmuskel ist etwas größer als der hintere Schließmuskel.
Die Schale ist sehr dick und robust; entsprechend sind die Gehäuse relativ schwer. Die Ornamentierung besteht aus irregulären Dornen und gewellten Schuppen, die nur grob konzentrisch angeordnet sind. Der Innenrand der Klappen ist gezähnelt. Die obere Klappe sind auf der Außenseite weiß mit dunkelpinker oder karmesinroter Tönung. Auch innen ist die obere Klappe meist dunkelpinkfarben oder rot getönt. Die Tönung kann auf der oberen Klappe auch in Streifen angeordnet sein.

## Unterschiede
Das charakteristische Merkmal der Art ist die dunkelpinkfarbene bis karmesinrote Tönung der der oberen, rechten Klappe. Chama macerophylla ist deutlich größer.

## Geographische Verbreitung und Lebensraum
Das Verbreitungsgebiet der Art reicht von Florida und Bermuda bis in die Karibik, Kolumbien und Brasilien. Die Tiere leben im flachen Wasser anzementiert an Steinen, Felsen und anderen Hartsubstraten.
Einzelne Exemplare, angeheftet an Seile und Kisten werden gelegentlich auch in England und Irland angespült.

## Taxonomie
Das Taxon wurde 1847 von Lovell Augustus Reeve schon in der jetzt noch gebräuchlichen Kombination Chama sarda erstmals publiziert. MolluscaBase erkennt das Taxon als gültige Art an und nennt noch das Synonym Chama sinuosa lutea E. Lamy, 1928.

## Online
- Marine Bivalve Shells of the British Isles: Chama sarda Reeve, 1847 (Website des National Museum Wales, Department of Natural Sciences, Cardiff)